# Dipterocarpus chartaceus
Dipterocarpus chartaceus là một loài thực vật có hoa trong họ Dầu. Loài này được Symington mô tả khoa học đầu tiên năm 1938.